# Artis

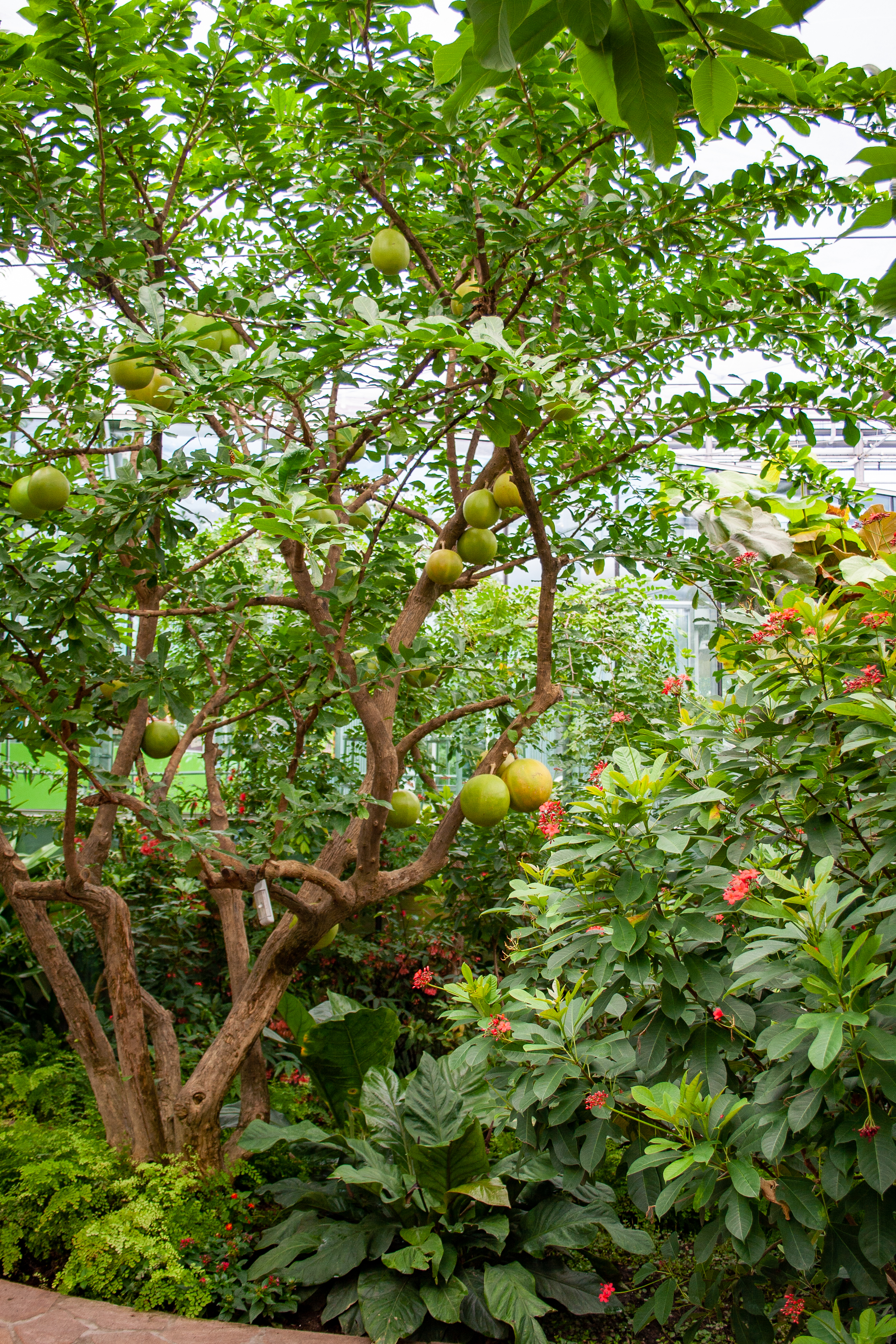
Növényvilág az állatkertben

Az Artis amszterdami állatkert Hollandia legrégebbi és a világ egyik legidősebb ilyen intézménye. Teljes neve a Natura Artis Magistra latin kifejezés, aminek jelentése: A természet a művészetek tanítómestere. Az állatkert 27 nagy épülete többségében a 19. századból származik. Évente több mint egy millió látogatót fogad, 2019-ben a vendégek száma 1,41 millió volt.

## Története
1838. május elsején alapította három tekintélyes amszterdami polgár, Gerardus Frederik Westerman könyvkereskedő, Johann Wilhelm Heinrich Werlemann üzletember és Jan Jacob Wijsmuller órakészítő a Zoölogisch Genootschap Natura Artis Magistra nevű zoológiai társulatot azzal a céllal, hogy a tehetős polgárokat jobban megismertessék a természettel. Megvásároltak egy jelentős területet a város akkori szélén, a mai Plantage városnegyedben, hogy ott megfelelő épületeket emeljenek és állatkertet alakítsanak ki. A társulat neve gyorsan Artisra egyszerűsödött. 1852. május elsejétől engedélyt kaptak a királyi jelző használatára a társaság nevében.
Kezdetben a gyűjtemény formalinban tartósított élőlényekből, csontvázakból, kitömött állatokból, kagylókból, kövületekből állt és növekedett. Ezt a kollekciót 1855-ben a Johannes van Maurik által épített „nagy” múzeumépületben helyezték el, ami aztán hamarosan kicsinek bizonyult. 1882-ben az anyagot az Amszterdami Egyetem gyűjteményével együtt az Amszterdami Zoológiai Múzeumban helyezték el. Ez utóbbit 2012-ben több más tudományos intézménnyel együtt a Leidenben létrehozott Naturalis Biodiversity Centerben vonták össze.
Az Artis 1910-ig néprajzi anyagot is gyűjtött (Ethnographisch Museum Artis), aminek nagy része ma a Tropenmuseumban látható. A társulat 20 000 kötetes zoológiai könyvtára és 90 000 állattani nyomatot gyűjteménye mára az Amszterdami Egyetem kezelésébe került.

### Az állatkert
A társulat kezdetben egy melegházat építtetett a kertbe és egy tavat alakítottak ki. Eleinte csak a tagok látogathatták, akik évi tagdíjat fizettek. 1852-től minden szeptemberben megnyitották a nagyközönség előtt is belépődíj fejében. A bemutató első állatai majmok, szarvasok, papagájok, egy Suriname-ból származó macskaféle és egy párduc voltak.
1839-ben megvásároltak egy utazó állatbemutatót (cirkuszt) amiben jaguár, foltos hiéna, indiai elefánt és egy boa constrictor volt. Ezek az egzotikus állatok alkották az állatkert alapját. 1866-ra jelentősen ki is bővítették a területet. 1859-ben a ragadozók számára emeltek épületet. 1863-ban egy szomszédos épületet is megvásároltak, ahol nagy madárketreceket, röpdéket alakítottak ki íbiszfélék, gémfélék, pávák és tyúkalakúak számára. 1877-ben az állatkert területe elérte a tíz hektárt. 1882-ben akváriumot is létrehoztak. 
Az állatkert tekintélyét is mutatta, hogy 1881-ben Hollandiában létesített első 49 telefonkapcsolat között ez az intézmény is ott volt.
A 20. század elején megkezdték az amszterdami állatkert modernizálását a hamburgi Tierpark Hagenbeckben követett elvek alapján. Bert Johan Ouëndag, az Artis házi építésze kialakított egy szabadtéri bemutatót az oroszlánok számára, amit rács helyett csak vizesárok választott el a látogatóktól, valamint majomházat is épített.

#### Csődveszély, háború
Az állatkert fennállásának 100. évfordulója után hamarosan már csőd fenyegette az intézményt a felhalmozott magas adósságok, az előregedettt építmények és a csökkenő látogatószám miatt. Az állatkert barátai társaságot hoztak létre az Artis megmentésére („Comité Redding Artis”). Amszterdam önkormányzata megvásárolta a területet és az épületeket, de az élőlények az Artis tulajdonában maradtak. Az eladás révén az intézmény csaknem egymillió guldenhez jutott, amivel a második világháború ellenére is olyan új projektekbe kezdhetett, mint a tevék kifutója, a majmok sziklája (1940) és a hegyi állatok sziklája (1941). A megújulásban vezető szerepet vitt a svájci származású Armand Louis Jean Sunier, aki a német megszállókkal is szót értett az állatkert érdekeit képviselve. 1941 júniusában az állatkertet gyújtóbombák találták el, amit a szövetséges bombázók a szomszédos vasúti létesítményeknek szántak, de szerencsére csak az épületekben esett kár. 1941 szeptemberében a megszállók megtiltották a társaság zsidó tagjainak, akik eredendően számosak voltak, a belépést az állatkertbe. 1945-ben az Artis már nagy hiányokat szenvedett takarmányban és üzemanyagban az akvárium szivattyúja számára, de a felszabadulás még időben érkezett.

#### A 20. század második felétől
Az állatkert fennállásának 125. évfordulójára, 1963-ban megnyitották az éjjeli állatok házát, a 150. évfordulóra pedig, 1988-ban planetáriumot hoztak létre. 1992-ben geológiai múzeumot alakítottak ki az Artison belül. 1997-ben teljesen felújították az akváriumot, egy korallszirt, az Amazonas-medence ártéri erdeje, valamint az amszterdami csatornák vízi állatvilágának bemutatójával.
A 90-es években a városrendezés keretében az Artis további környező területekhez jutott. Ezeken új létesítményeket tudtak létrehozni, mint a farkasok erdejét és szavannarészletet 1999-ben. 2004-ben a dél-amerikai pampák bemutatóját alakították ki. 2005-ben bezárták a ragadozók házát, ahol addigra már elavult módszerek szerint tartották az állatokat. Ugyanabban az évben építették meg a rovarok házát, majd 2006-ban a lepkék pavilonját, ezzel az Artisban világ legnagyobb rovarbemutatója jött létre. 2008-ban nyitották meg a makifélék szigetét, ahol a madagaszkári varik is szabadon tudtak mozogni. A fekete-fehér varik, a vörös varik és a gyűrűsfarkú makik közötti konfliktusok miatt azonban később szét kellett költöztetni őket. A szigetre nílusi ludakat.
Az új területek kialakítása után fogtak hozzá a régi épületek felújításához. 2011-re felújították a majomházat, a madárházat pedig három részre osztották: sivatag, esőerdő és sziklás tengerpart. Ezekben a madarak szabadon repkedhetnek. A majomház nagy csarnokában a kisebb termetű főemlősök mellett szabadon élnek más fajok is, mint a Diprotodontia és a repülőkutyafélék.
2010-ben az afrikai szavannát és összekötötték a zsiráfok területével. Itt azóta sokféle patásállat és madár él együtt. 2014-ben nyílt meg a Micropia, a világ első olyan bemutatóhelye, ahol a közönség mikroszkopikus élőlényeket, baktériumokat, vírusokat tekinthet meg. Ezután közösségi finanszírozás révén egy parkolót átépítettek az elefántok kifutója számára.

##### Madarak az állatkertben

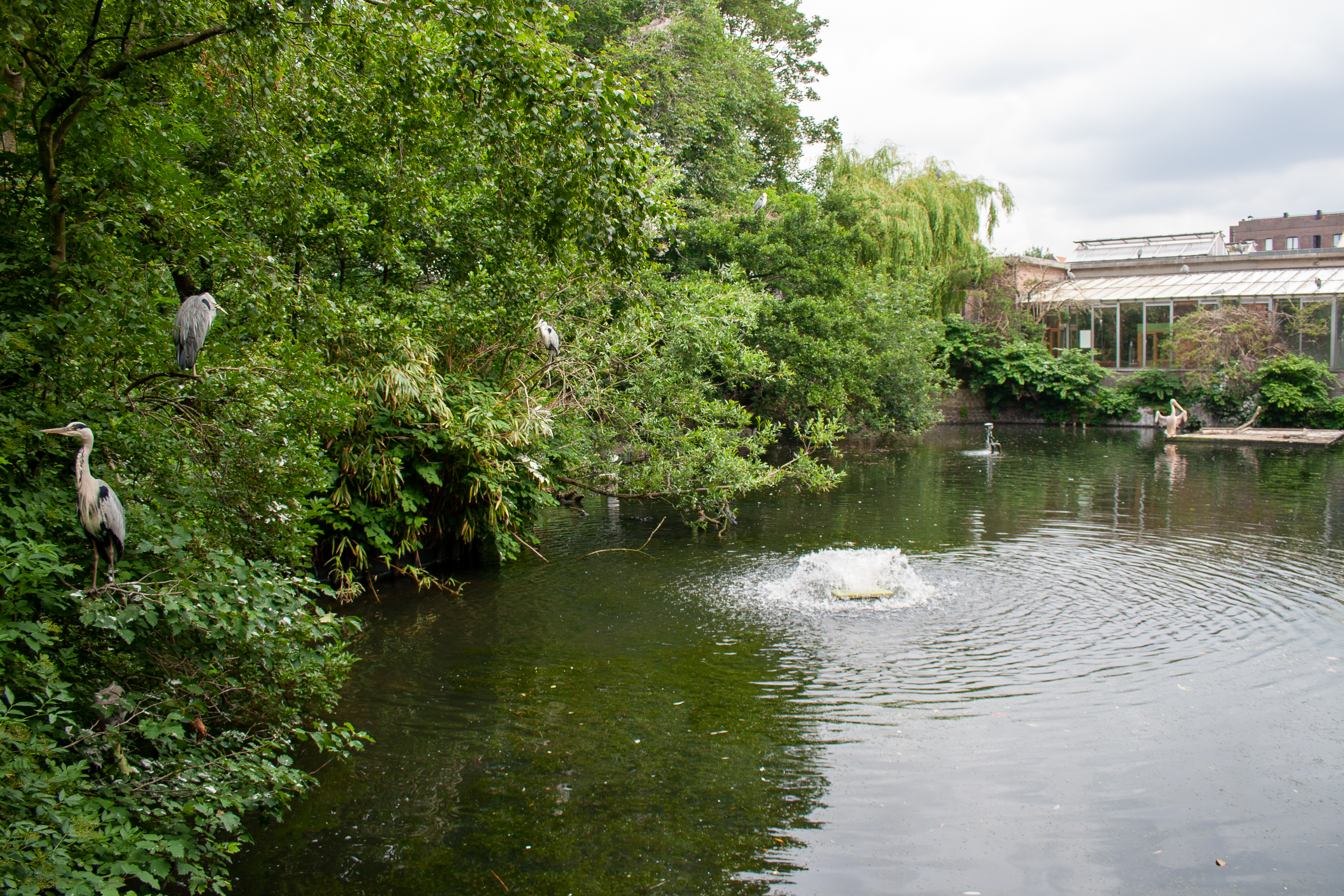
Tó a vízimadarak számára
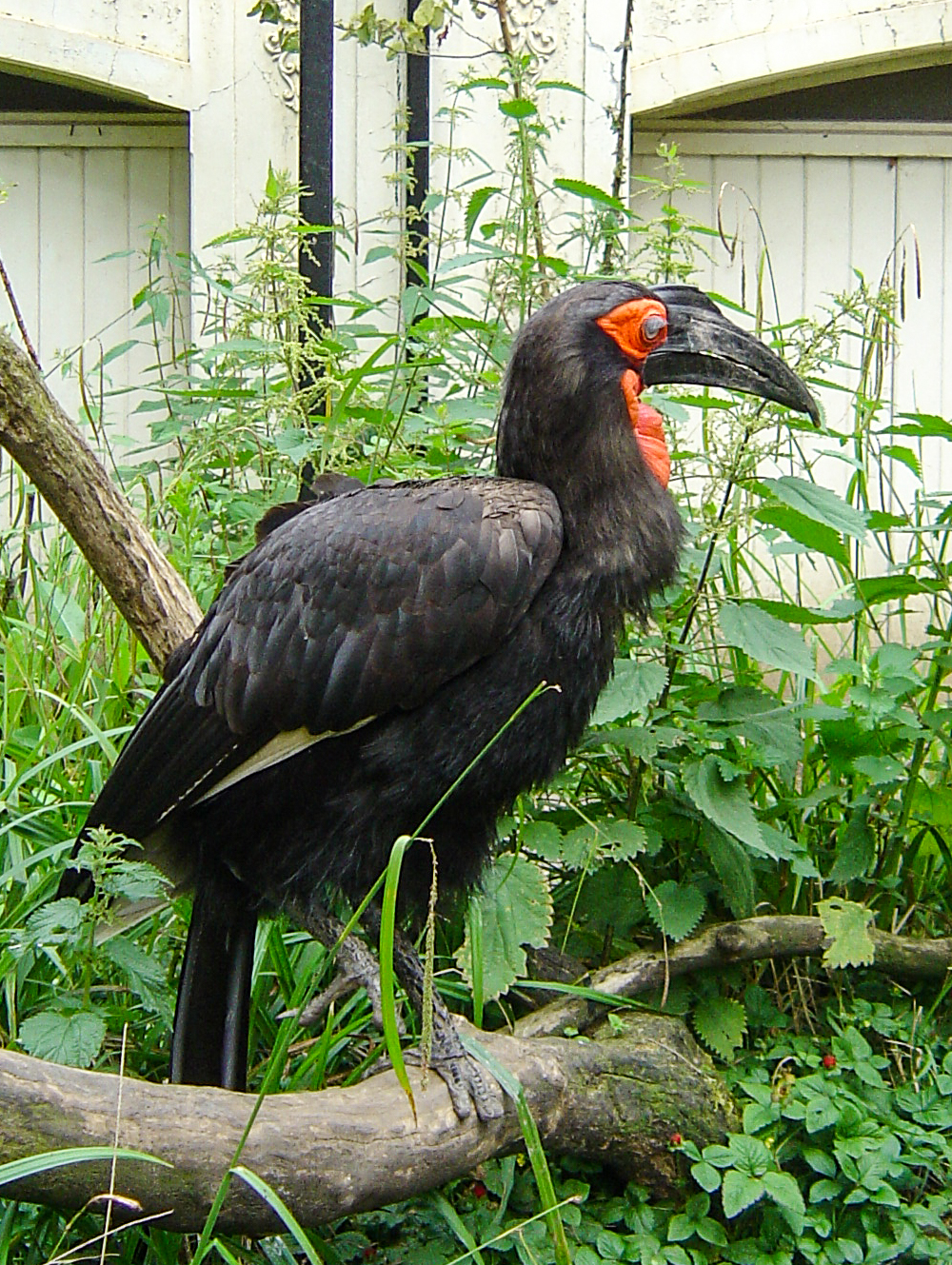
Kaffer szarvasvarjú
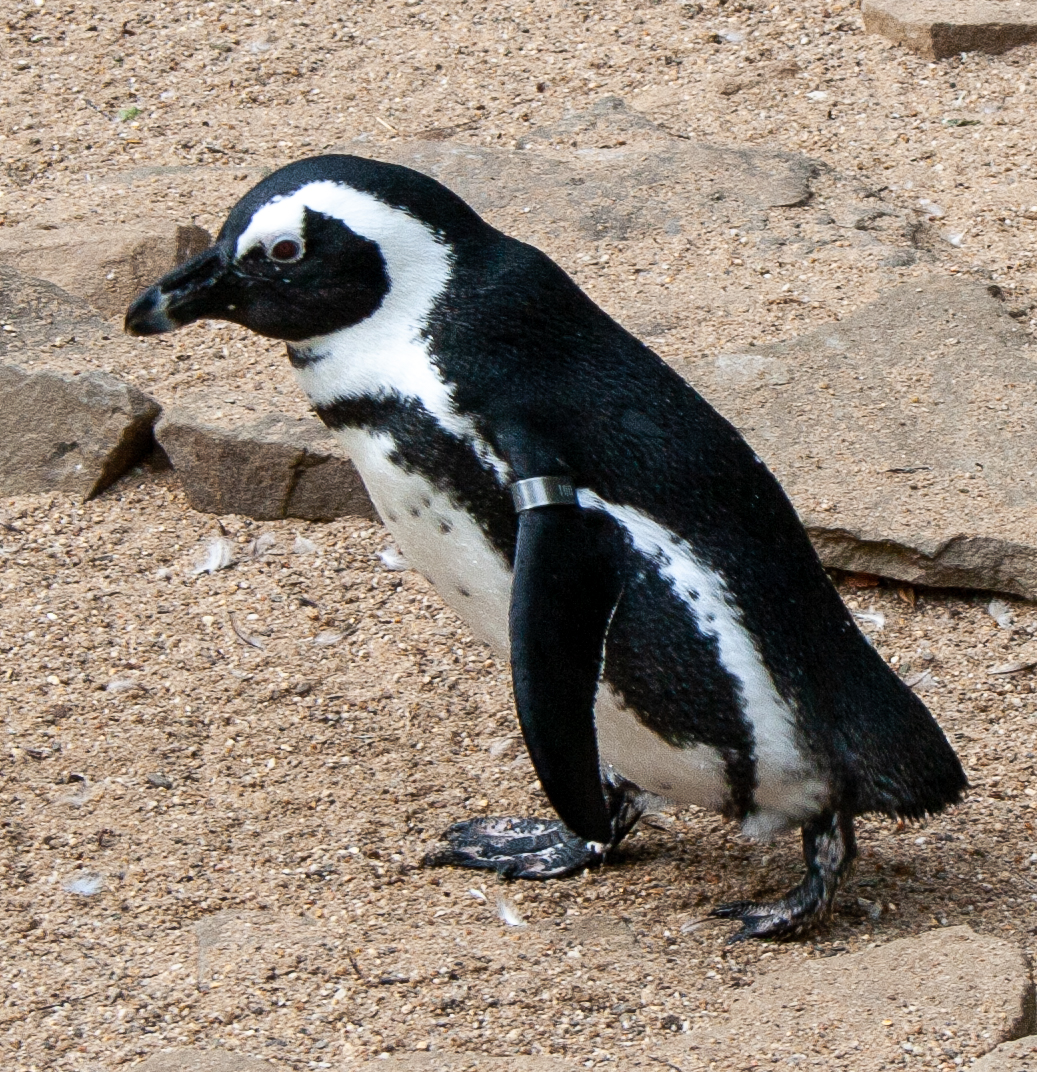
Pápaszemes pingvin
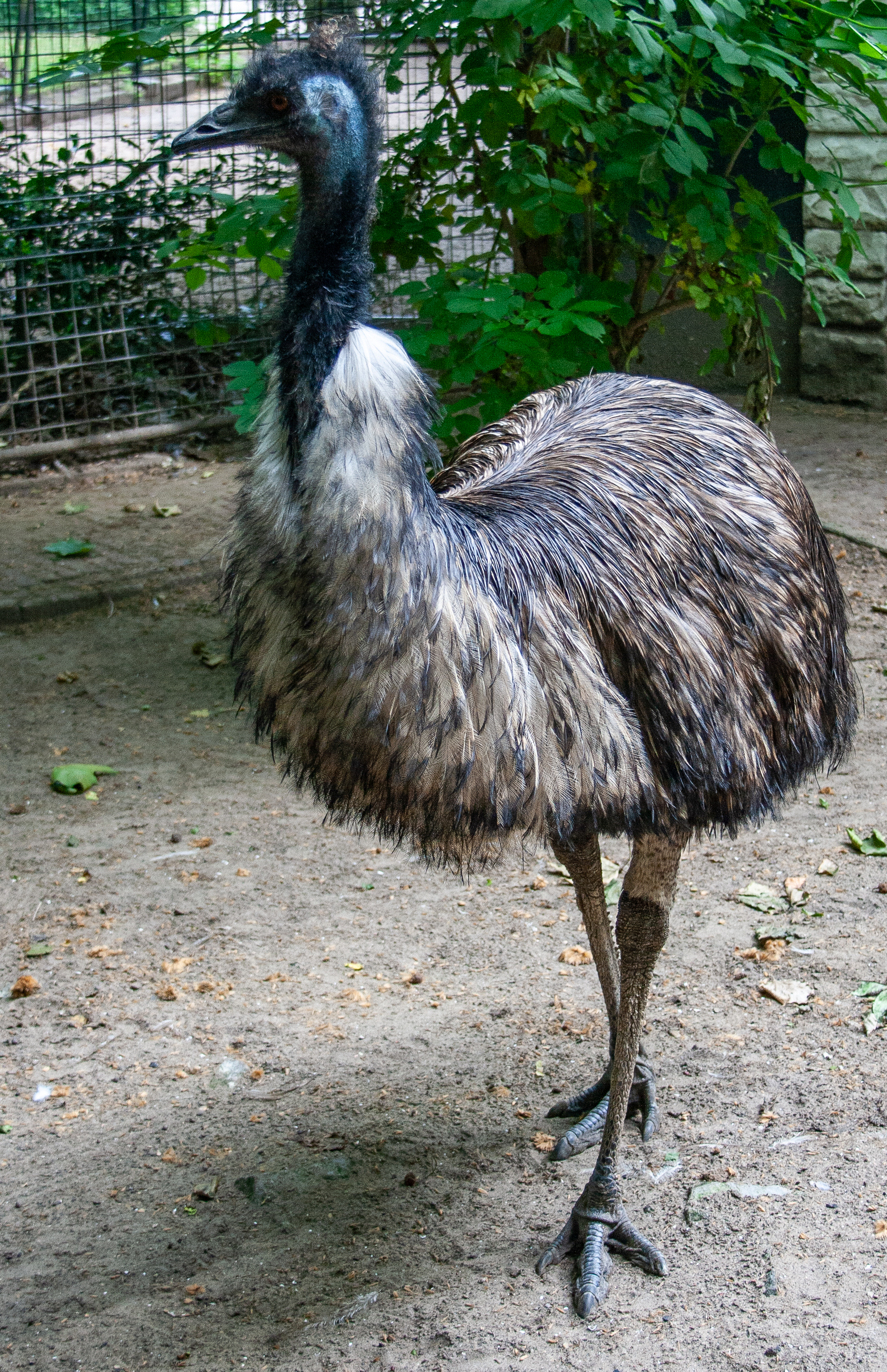
Emu

## Gyűjteményei
A 21. század első évtizedeiben az Artis mintegy 900 állatfajtát tart. A régmúltban az állatkertben megfordultak olyan fajok is, amelyek később kihaltak vagy nagyon megritkultak, mint a kvagga, vándorgalamb, az erszényesfarkas illetve a véznaujjú maki és a papucscsőrű madár. A kvaggát és a vándorgalambot még 1851-ben vásárolták egy angol állatkereskedőtől. A kvagga utolsó példánya 12 augusztus 1883 augusztus 12-én pusztult el az Artisban.
A 20. század vége felé az állatkertben tartott fajok számát tudatosan csökkentették annak érdekében, hogy a megtartottaknak több helyet tudjanak biztosítani. Így a pingvinek állományát először négy fajra korlátozták (pápaszemes pingvin, királypingvin, szamárpingvin, aranytollú pingvin), majd a nyolcvanas évek közepén már csak a pápaszemes pingvint tartották meg. Hasonló folyamatok zajlottak le a nagymacskák, a medvék és más állatcsoportok körében is. Egyidejűleg új fajok is érkeztek, mint a szürke egérmaki, az  óriás hangyász, az arany oroszlánmajmocska és a dögkeselyű.
Az Artis nagy gondot fordít egyes különlegesen ritka fajok tenyésztésére. Ilyenek a kardszarvú antilop, a fehérfarkú gnú, a hosszúfarkú macska és a jávai kancsil.

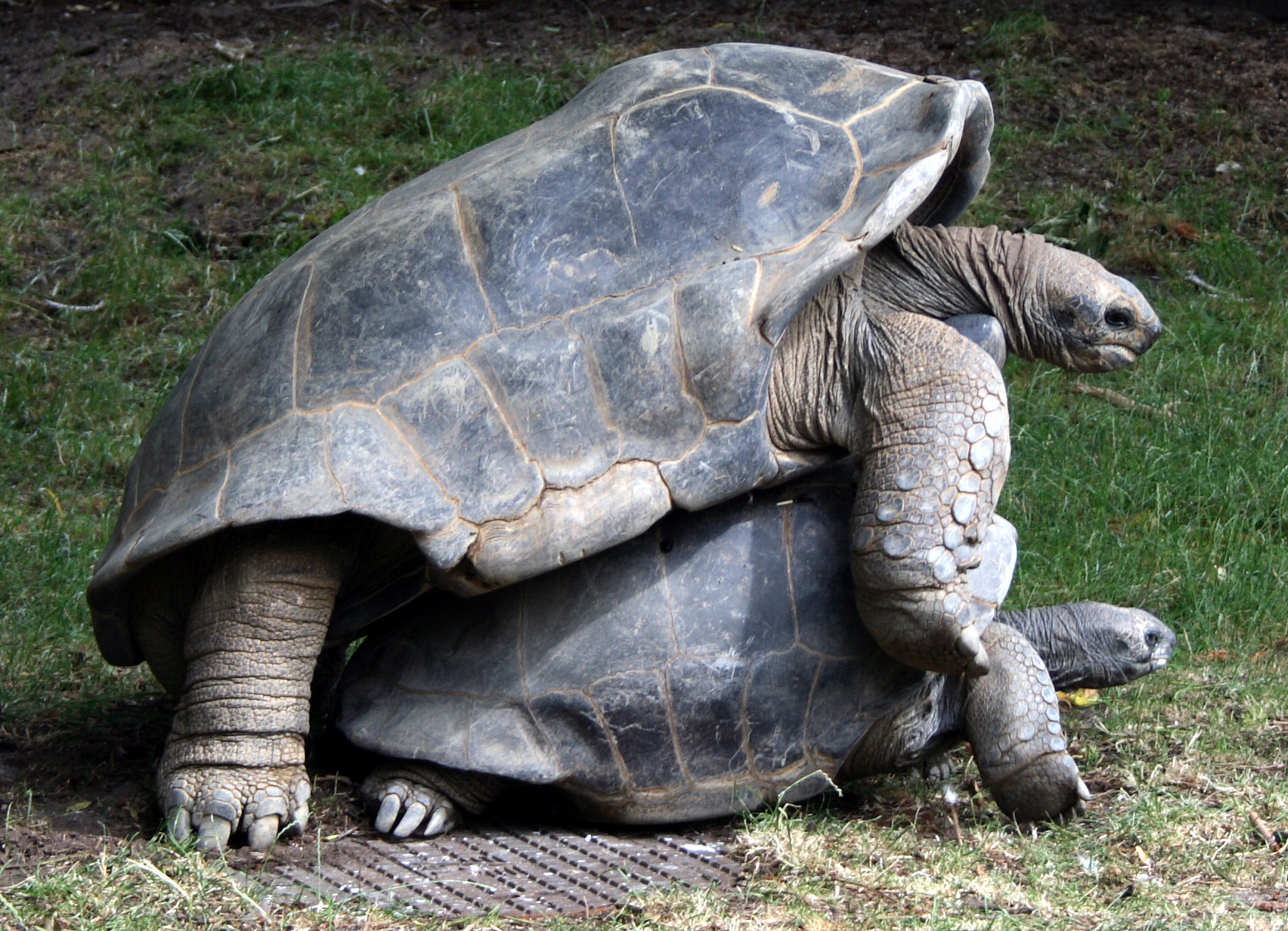
Aldabrai óriásteknősök párosodása
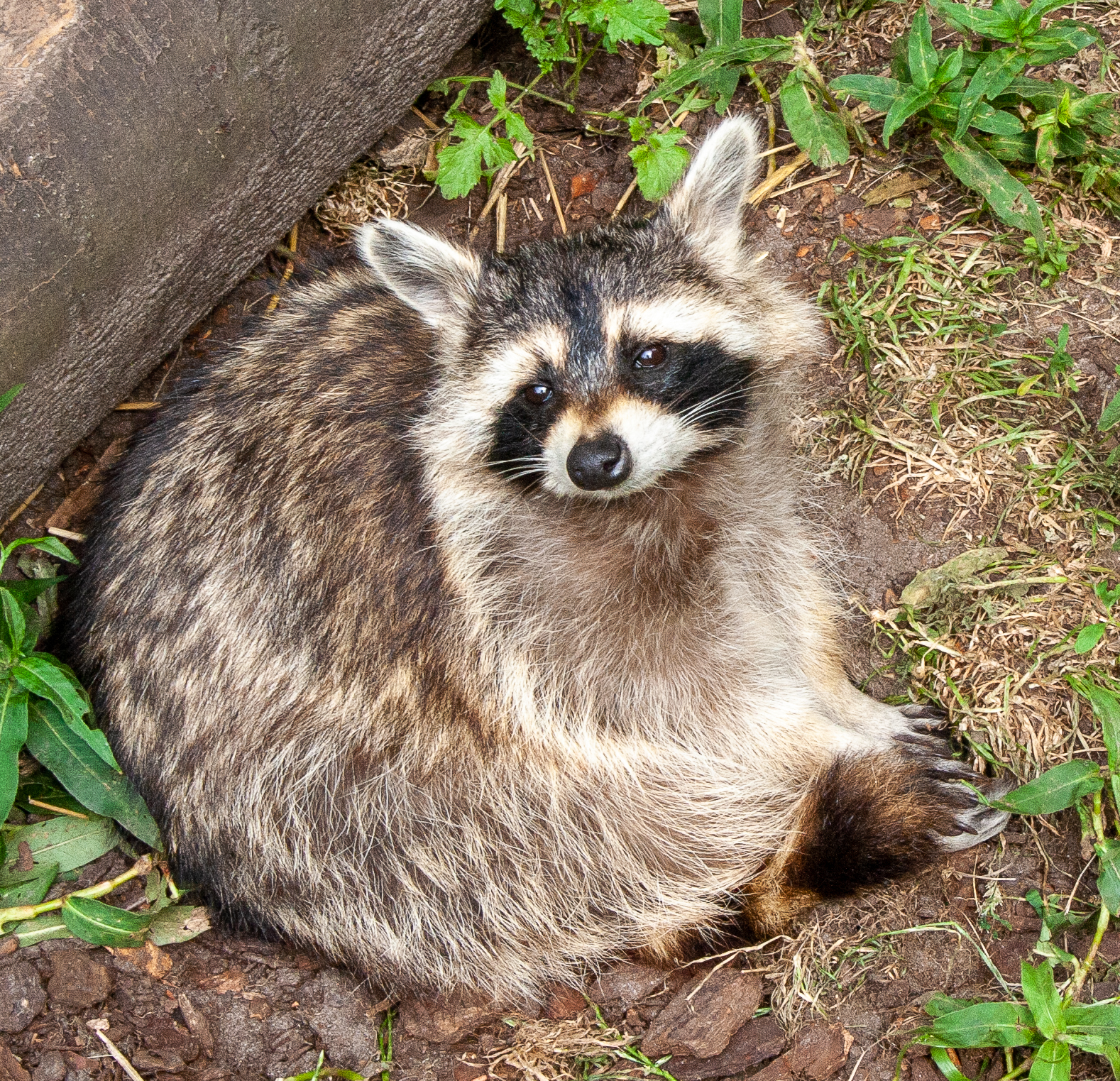
Mosómedve
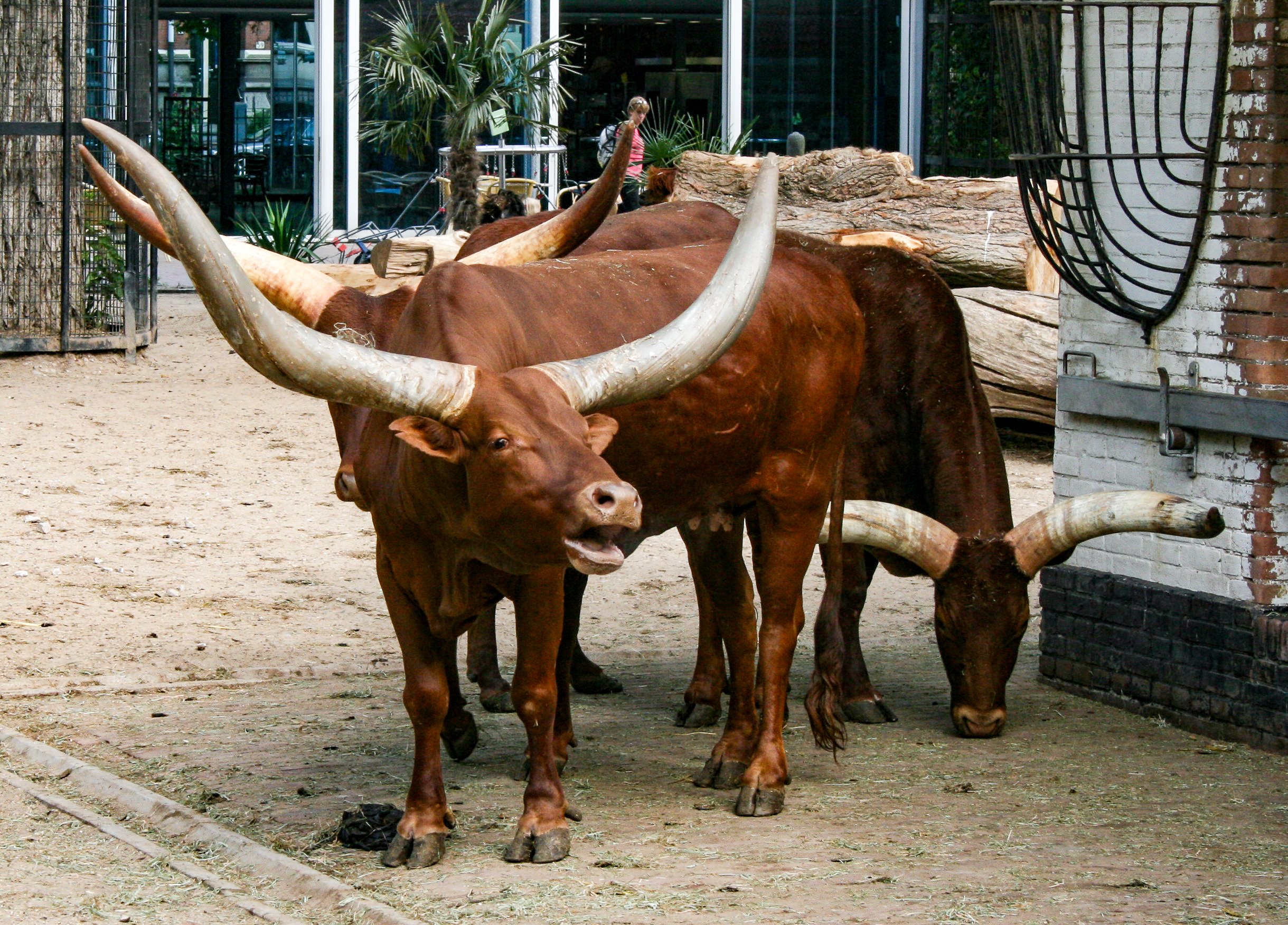
Ankole-Watusi marha
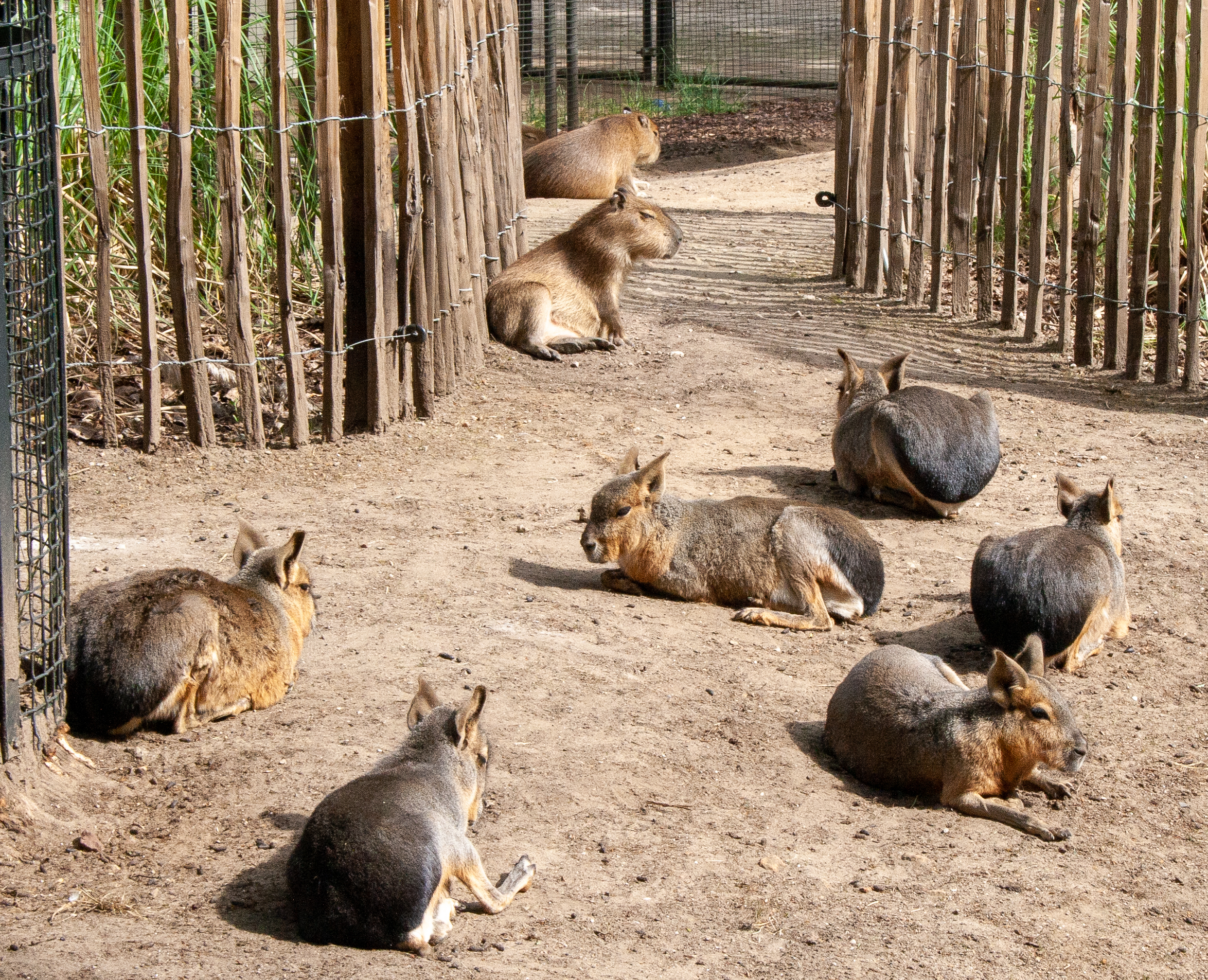
Patagóniai nagy marák

## Arborétum

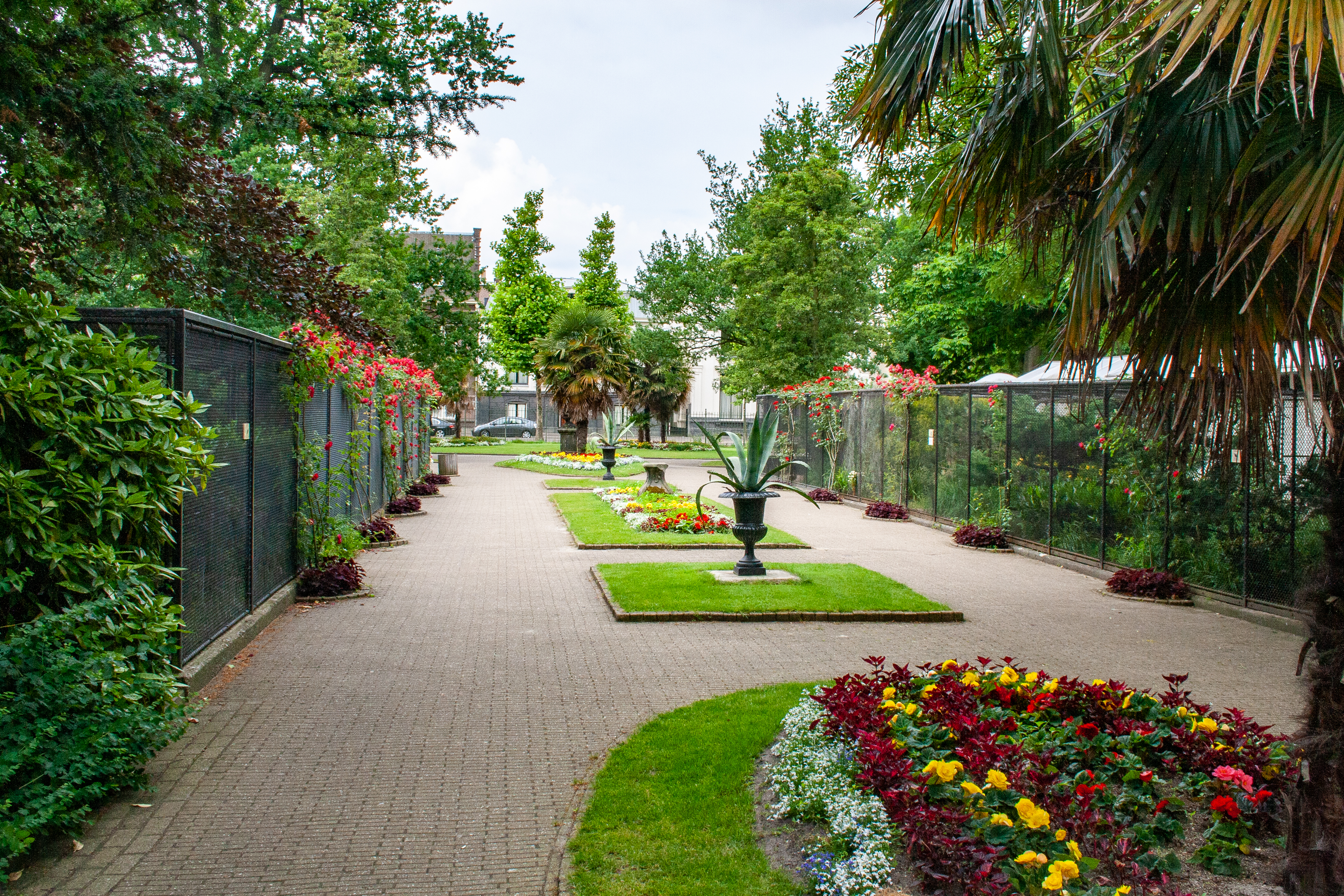
Sétány kisméretű madarak ketreceivel

Az Artis növénygyűjteményként is jelentős: körülbelül 200 fajhoz tartozó 800 különböző fa él a területen, közülük 74 szerepel a jelentős fák holland listáján. Néhány fa még az intézmény megalapítása előtti időkből származik, mint a csimpánzok kifutója előtti kocsányos tölgy, ami körülbelül 250 éves lehet. A fák közül sok ritkaságnak számít, olyan fajokból, amelyek már eredeti élőhelyükön is veszélyeztetettek. Az Artis büszkén vallja, hogy egyben Amszterdam legrégebbi városi parkja. A terület alaprajzán kivehetők a 17. századi városfejlesztés, -rendezés nyomai, de túlnyomórészt elfedi ezeket az azóta kialakított angolkert jellegű park.

## Nemzetközi együttműködés
Az Artis aktívan részt vesz az állatkertek hollandiai és nemzetközi együttműködésében. A hollandiai állatkertek szövetségén túl tagja a az európai állatkertek és akváriumok társulásának (EAZA), amelynek keretében sok veszélyeztetett állatfaj törzskönyvét vezetik (European Endangered Species Programme, EEP) és együttműködnek azok tenyésztésében, a beltenyészet elkerülésének érdekében is. Az Artis mintegy negyven állatfaj ilyen programjában vesz részt és ezen belül az amszterdami állatkert a koordinátora a pápaszemes pingvin, a jávai kancsil és a jegesmedve tenyésztési programjának.
Az Artis részt vesz azokban a kampányokban is, amelyek arra irányulnak, hogy felkeltsék a közvélemény figyelmét egyes állatfajok veszélyeztetettségére és pénzt gyűjtsenek azok megmentésére. Ilyen kampány tárgya volt például 2004-ben a tigris, 2005-ben a teknős, 2006-ban az orrszarvú és 2007-ben Madagaszkár élővilága. Az állatkert részt vett az európai bölény lengyelországi állományának megerősítésében, valamint az alpesi kőszáli kecske és a nyugat-afrikai törpe víziló eredeti élőhelyükre történő visszatelepítésében is. Támogatja a kenyai Tsavo Nemzeti Park és a zambiai Kafue Wetlands természetvédelmi terület munkáját is.
Az amszterdami állatkert tagja továbbá a pillangó-parkok létrehozását szorgalmazó International Association of Butterfly Exhibitors and Suppliers (IABES) nemzetközi szervezetnek is.

## Fordítás
- Ez a szócikk részben vagy egészben  az   Artis című holland Wikipédia-szócikk ezen változatának fordításán alapul.  Az eredeti cikk szerkesztőit annak laptörténete sorolja fel. Ez a jelzés csupán a megfogalmazás eredetét és a szerzői jogokat jelzi, nem szolgál a cikkben szereplő információk forrásmegjelöléseként.